# Religiões no Ceará
Religiões no Ceará (censo de 2010)

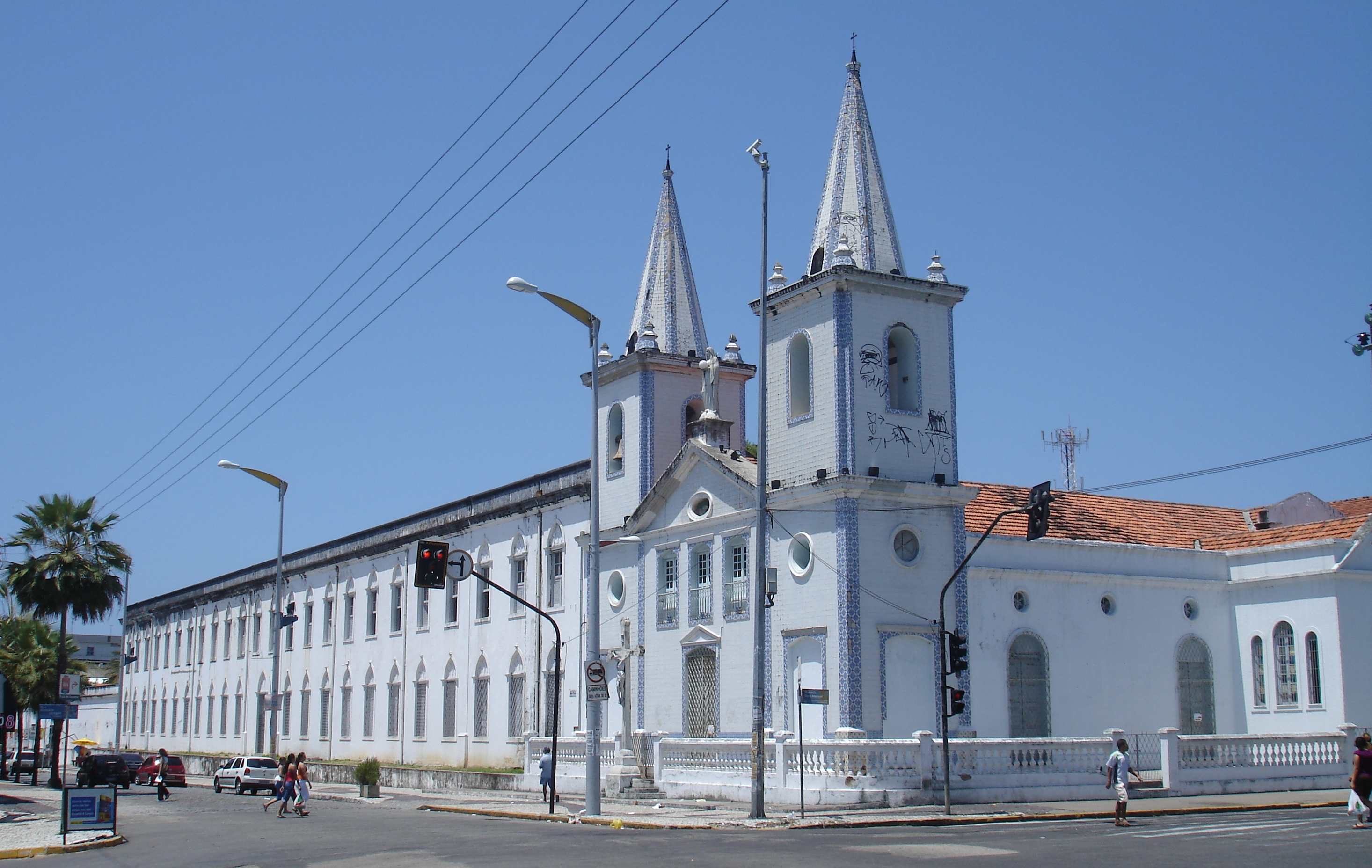
Seminário da Prainha.

A religião é muito importante na cultura da maior parte dos cearenses. A Igreja Católica é a religião hegemônica e deixou várias marcas na cultura cearense. Foi a única reconhecida pelo governo até 1883 quando, na capital do estado, foi fundada a Igreja Presbiteriana de Fortaleza. A religiosidade católica cearense adota vários elementos de origem popular e apresenta influências de crenças indígenas.
Durante todo o século XX várias igrejas se instalaram no Estado e no final desse houve um aumento considerável de pessoas de outras religiões. Contudo, o Ceará é ainda o segundo estado brasileiro com maior proporção de católicos, que são 84,9% da população segundo dados de 2000. Os evangélicos são 8,2%, os espíritas 0,4%, os membros de outras religiões 0,9%, e os sem religião, 3,8%.
Segundo pesquisa realizada em 2018, os cearenses se classificam em: catolicismo, que é adotado por 66% dos entrevistados, a religião evangélica representando 21% das pessoas ouvidas, e 6% dos entrevistados se considerando ateus, além de 4% afirmarem ser religiosos, mas não seguirem religiões específicas. Outras religiões, como as afro-brasileiras, as orientais e a espírita, alcançaram 2% do total.

## Igreja Católica
O catolicismo tem uma extensa rede de igrejas e organizações religiosas em todo o Ceará. A Província Eclesiástica de Fortaleza, encabeçada pela Arquidiocese de Fortaleza, lidera oito dioceses: Quixadá, Iguatu, Tianguá, Crato, Crateús, Limoeiro do Norte, Sobral e Itapipoca. A Igreja Católica foi uma grande força política no passado, sobretudo até a primeira metade do século XX, época em que organizações católicas influenciaram decisivamente os rumos da política estadual.

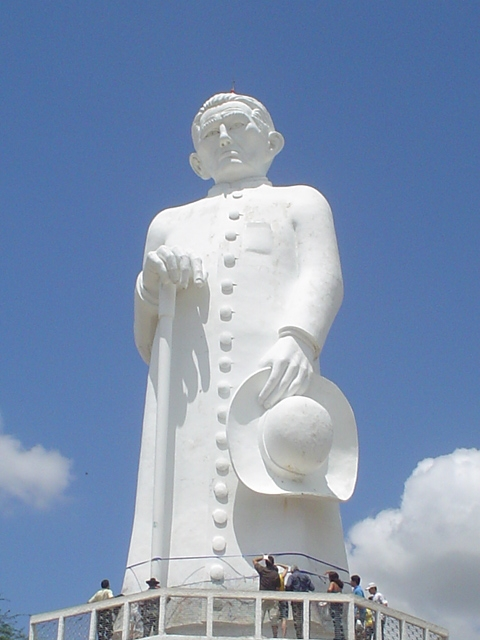
Estátua do Padre Cícero na colina do Horto em Juazeiro do Norte.

Todos os 184 municípios cearenses possuem padroeiros. O padroeiro do Ceará é São José, daí porque o seu dia, no calendário religioso, - 19 de março - é feriado estadual. Segundo a tradição popular cearense e os Profetas da chuva, essa data tem grande significado, pois, se até esse dia houver chuva, o "inverno" (estação chuvosa que na verdade é o verão, devido à latitude) estará garantido. Do contrário, a seca estará inegavelmente caracterizada. Essa data curiosamente coincide com o equinócio.
Dos muitos templos católicos espalhadas por todo o Estado, alguns de destaque são: Igreja de Nossa Senhora da Conceição de Almofala que passou quase 50 anos soterrada por dunas e é um dos únicos exemplares de arquitetura barroca no Ceará; Igreja de Nossa Senhora do Líbano a única igreja Igreja Greco-Católica Melquita no Nordeste; e o Seminário da Prainha, mais antigo seminário do Ceará.
A fé sertaneja, muitas vezes associada ao messianismo e marcada por profunda relação com os santos, rituais e datas religiosas, foi e continua sendo bastante influente na história cearense e nos costumes e festejos cearenses. A cidade de Juazeiro do Norte surgiu de um assentamento que, sob orientação do Padre Cícero, considerado pela fé popular um santo, tornou-se um local de peregrinação religiosa e, nos últimos anos, atrai milhares de crentes de vários locais do Nordeste. Outro local de grande peregrinação religiosa no Ceará é a cidade de Canindé que abriga um santuário importante é o de Canidé, em devoção a São Francisco, considerado o maior das Américas. O Santuário Nossa Senhora Imaculada Rainha do Sertão, em Quixadá, tem se tornado outro centro de peregrinação católica.
Na década de 1920 o beato José Lourenço, protegido de Padre Cícero, foi o líder messiânico do Caldeirão de Santa Cruz do Deserto, dissolvido por forças policiais em 1937. Outro líder messiânico de origem cearense foi Antônio Conselheiro que liderou o arraial de Canudos e foi morto durante a Guerra de Canudos.